# Бета I
Бета (Бетараджа) I (тел. బేతన; д/н–бл. 1030) — нріпаті Держави Какатіїв в 1000–1030 роках.

## Життєпис
Походження є дискусійним. Більшість дослідників вважає, що батько чи Бети мали якісь родинні зв'язки з Раштракутами. Його батько Гудра IV (Гудр'яна) був якимось раджею в Телангані, у складі військ магараджахіраджи Крішни III брав участь у боротьбі за трон в державі Східних Чалук'їв на боці Данарнави проти брата Амми II. В подальшому визнав владу Тайлапи II, магараджахіраджи Західних Чалук'їв і ймовріно загинув у протистоянні з Джата Чода Бхімою зі Східних Чалук'їв.
На дяку за заслуги батька Бета, що був тоді досить молодим, отримав у володіння місто Оругаллу з навколишніми землями. Зберігав вірність Західним Чалук'ям, брав участь у військових кампаніях. Помер близько 1030 року. Йому спадкував син Прола I.